# Dicranoptycha prolongata
Dicranoptycha prolongata är en tvåvingeart som beskrevs av Alexander 1938. Dicranoptycha prolongata ingår i släktet Dicranoptycha och familjen småharkrankar. Inga underarter finns listade i Catalogue of Life.